# Hungarian Juniors 2012
Das Hungarian Juniors 2012 fand als bedeutendstes internationales Nachwuchsturnier von Ungarn im Badminton vom 15. bis zum 18. März 2012 in Pécs statt. Es war die sechste Auflage der Veranstaltung.

## Sieger und Platzierte
| Disziplin    | Gold                                | Silber                      | Bronze                           |
| ------------ | ----------------------------------- | --------------------------- | -------------------------------- |
| Herreneinzel | Jeon Hyeok-jin                      | Heo Kwang-hee               | Ryu Soo-hwan                     |
| Herreneinzel | Jeon Hyeok-jin                      | Heo Kwang-hee               | Kim Dong-joo                     |
| Dameneinzel  | Kim Hyo-min                         | Lee Jang-mi                 | Jun Joo-i                        |
| Dameneinzel  | Kim Hyo-min                         | Lee Jang-mi                 | Han So-yeon                      |
| Herrendoppel | Mathias Christiansen David Daugaard | Bae Kwon-young Ryu Soo-hwan | Heo Kwang-hee Kim Dong-joo       |
| Herrendoppel | Mathias Christiansen David Daugaard | Bae Kwon-young Ryu Soo-hwan | Jeon Hyeok-jin Kim Doo-han       |
| Damendoppel  | Han So-yeon Kim Hyo-min             | Kim Ji-won Lee Sun-min      | Jun Joo-i Yang Soo-yeon          |
| Damendoppel  | Han So-yeon Kim Hyo-min             | Kim Ji-won Lee Sun-min      | Han Ga-hee Kim Hye-rin           |
| Mixed        | Bae Kwon-young Kim Ji-won           | Heo Kwang-hee Kim Hyo-min   | Mathias Christiansen Anna Klinke |
| Mixed        | Bae Kwon-young Kim Ji-won           | Heo Kwang-hee Kim Hyo-min   | Jeon Hyeok-jin Kim Hye-rin       |